# Rüsselsheimer Dreieck
Das Rüsselsheimer Dreieck ist ein Autobahndreieck im Rhein-Main-Gebiet und einer der vielbefahrenen Straßenknotenpunkte Hessens. Es ist ein südöstlich von Rüsselsheim am Main gelegenes Kreuzungsbauwerk der A 60 mit der A 67.

## Verkehrsaufkommen
| Von                                | Nach                  | Durchschnittliche tägliche Verkehrsstärke | Durchschnittliche tägliche Verkehrsstärke | Durchschnittliche tägliche Verkehrsstärke | Anteil Schwerlastverkehr | Anteil Schwerlastverkehr | Anteil Schwerlastverkehr |
| Von                                | Nach                  | 2005                                      | 2010                                      | 2015                                      | 2005                     | 2010                     | 2015                     |
| ---------------------------------- | --------------------- | ----------------------------------------- | ----------------------------------------- | ----------------------------------------- | ------------------------ | ------------------------ | ------------------------ |
| AS Rüsselsheim-Ost (A 67)          | Rüsselsheimer Dreieck | 74.900                                    | 84.800                                    | 88.100                                    | 10,3 %                   | 11,8 %                   | 11,5 %                   |
| Rüsselsheimer Dreieck              | AS Groß-Gerau (A 67)  | keine Daten                               | 70.500                                    | 73.500                                    | keine Daten              | 10,0 %                   | 09,8 %                   |
| AS Rüsselsheim-Königstädten (A 60) | Rüsselsheimer Dreieck | 55.900                                    | 63.100                                    | 85.600                                    | 11,6 %                   | 10,6 %                   | 11,1 %                   |